# Viaduc de Glénic
Le viaduc de Glénic est un viaduc ferroviaire en maçonnerie franchissant la Creuse et la RD 940. Il est situé à l'ouest de la commune de Glénic et pour une partie sur la commune de Saint-Fiel, dans la Creuse, en France.

## Situation ferroviaire
Établi à 321 mètres d'altitude, le viaduc de Glénic est situé au point kilométrique (PK) 366,235 de la ligne de La Châtre à Guéret, entre les haltes de Glénic et de Saint-Fiel, s'intercale le viaduc de la Glane. Cette ligne est fermée et déclassée.

## Histoire
En service dès le 1er juillet 1906 et inauguré le 15 juillet 1906 par Louis Barthou, ministre des Travaux publics, le viaduc a nécessité trois années pour sa construction de mars 1902 à octobre 1904. Les travaux furent confiés aux entrepreneurs « Patissier-Gouvernaire » dirigé par Jean-Baptiste Patissier sous le contrôle de M. Chaillaud, conducteur des Ponts et chaussées. Il est bâti en moellons de granit bleu provenant de la carrière de Villegondry, hameau au nord de Glénic, où travaillaient 70 ouvriers sans moyens mécaniques. L’acheminement des blocs se faisait par des chariots à bœufs. Les fondations des piles ont nécessité la construction de deux barrages et la dérivation de la Creuse pour l’assèchement du lit. Terrassiers, carriers, maçons, bûcherons, menuisiers, charpentiers… de nombreux corps de métiers ont participé à cet ouvrage d'art. Plusieurs centaines d'ouvriers travaillaient 12 heures par jour la semaine et 6 heures le dimanche excepté le premier dimanche du mois qui était le jour de paye (0,50 franc de l’heure pour un maçon).
Franchissant la Creuse, il permettait de relier Guéret à La Châtre par une ligne de 75,5 km concédée le 17 juin 1892 puis exploitée par la Compagnie du chemin de fer de Paris à Orléans, laquelle ne put être construite que grâce à une subvention du Conseil général de la Creuse de 4 000 francs par kilomètre. Les trains de voyageurs circulèrent sur le viaduc jusqu’en 1939 et les convois de marchandises jusqu'en 1952, année de la fermeture définitive de la ligne.

## Caractéristiques
Les caractéristiques principales sont les suivantes :
- Hauteur : 20 m
- Longueur totale : 202 m
- Largeur : 4,50 m entre parapets
- Rayon de courbure : 300 m
- Nombre d'arches : 16
- Volume de maçonnerie estimé : 7 331 m3.

## Valorisation du patrimoine
Le viaduc a été défriché dans les années 2010, le rendant accessible aux piétons et permettant chaque année Le passage du viaduc, une course pédestre de 15 kilomètres. 27 voies d'escalade ont été aménagées sur des piliers du viaduc,. Assez rare, cette démarche de valorisation sportive existe aussi avec 17 tyroliennes installées sur le viaduc de Villards-d'Héria dans le Jura. Les piles du viaduc de la Souleuvre dans le Calvados, dont le tablier a été démonté, reçoivent également des activités sportives.

## Une passerelle ajoutée
En février 2017, une passerelle piétonne de 10 tonnes d'acier et de bois d'une longueur de 41 m a été installée au pied du viaduc pour notamment développer les sports-nature.

## Galerie

Viaduc et carte
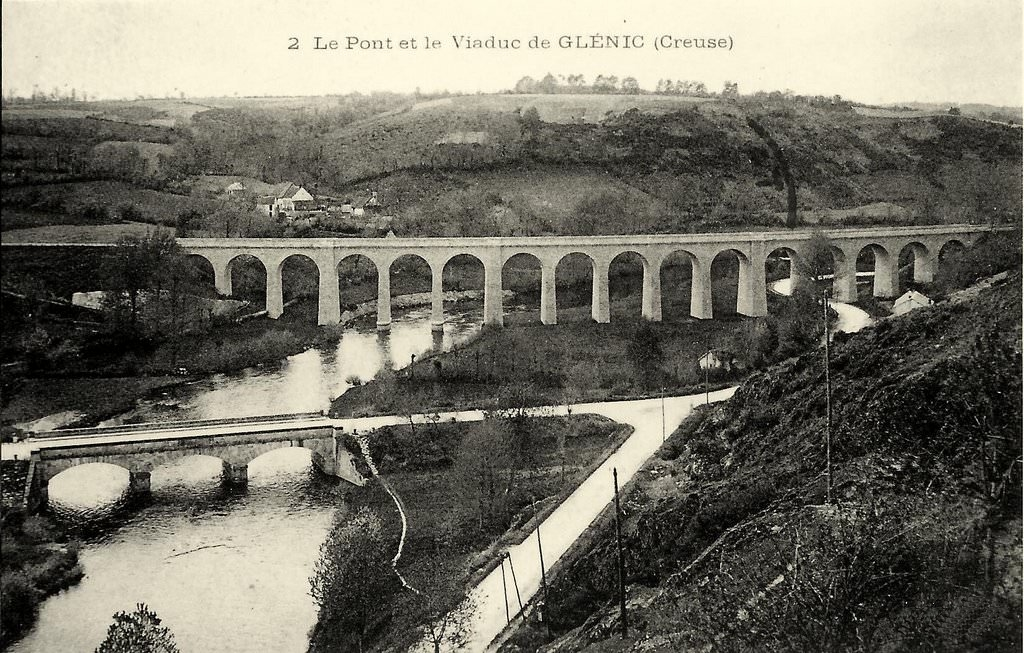
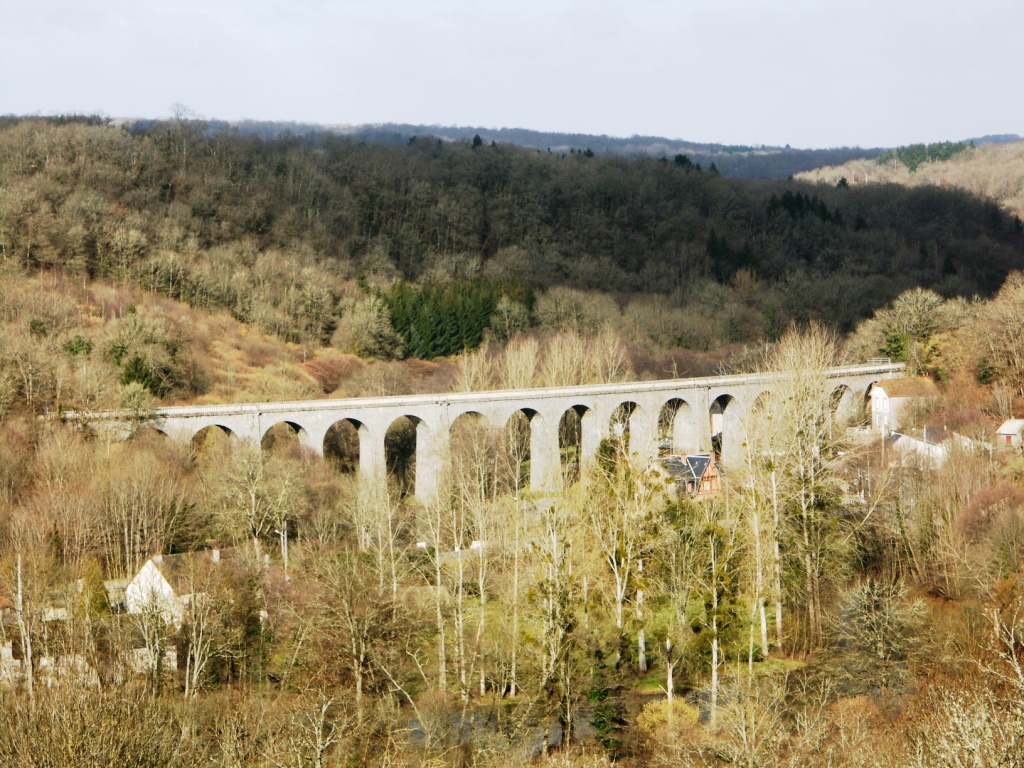
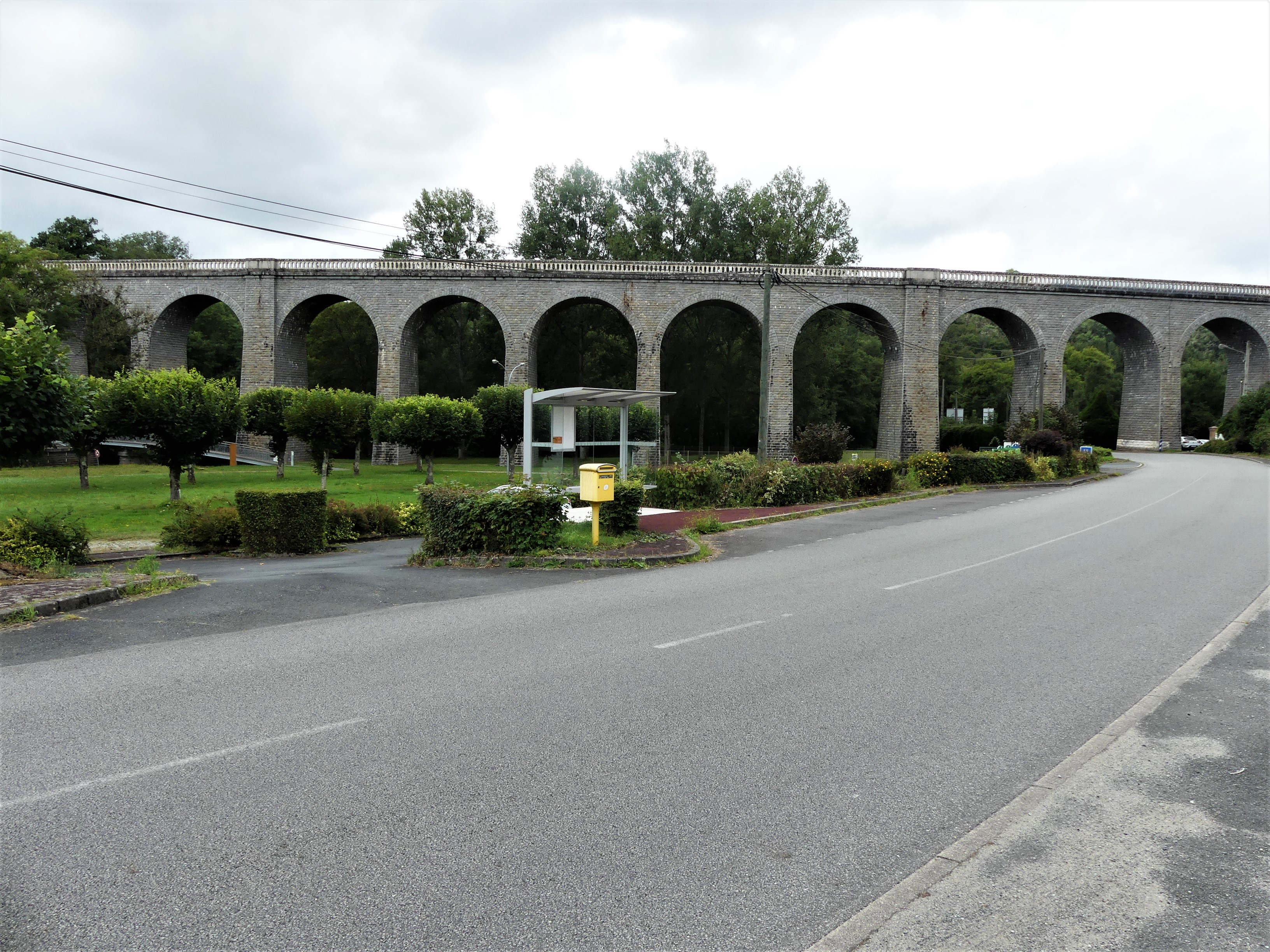
Passerelle en partie visible à gauche
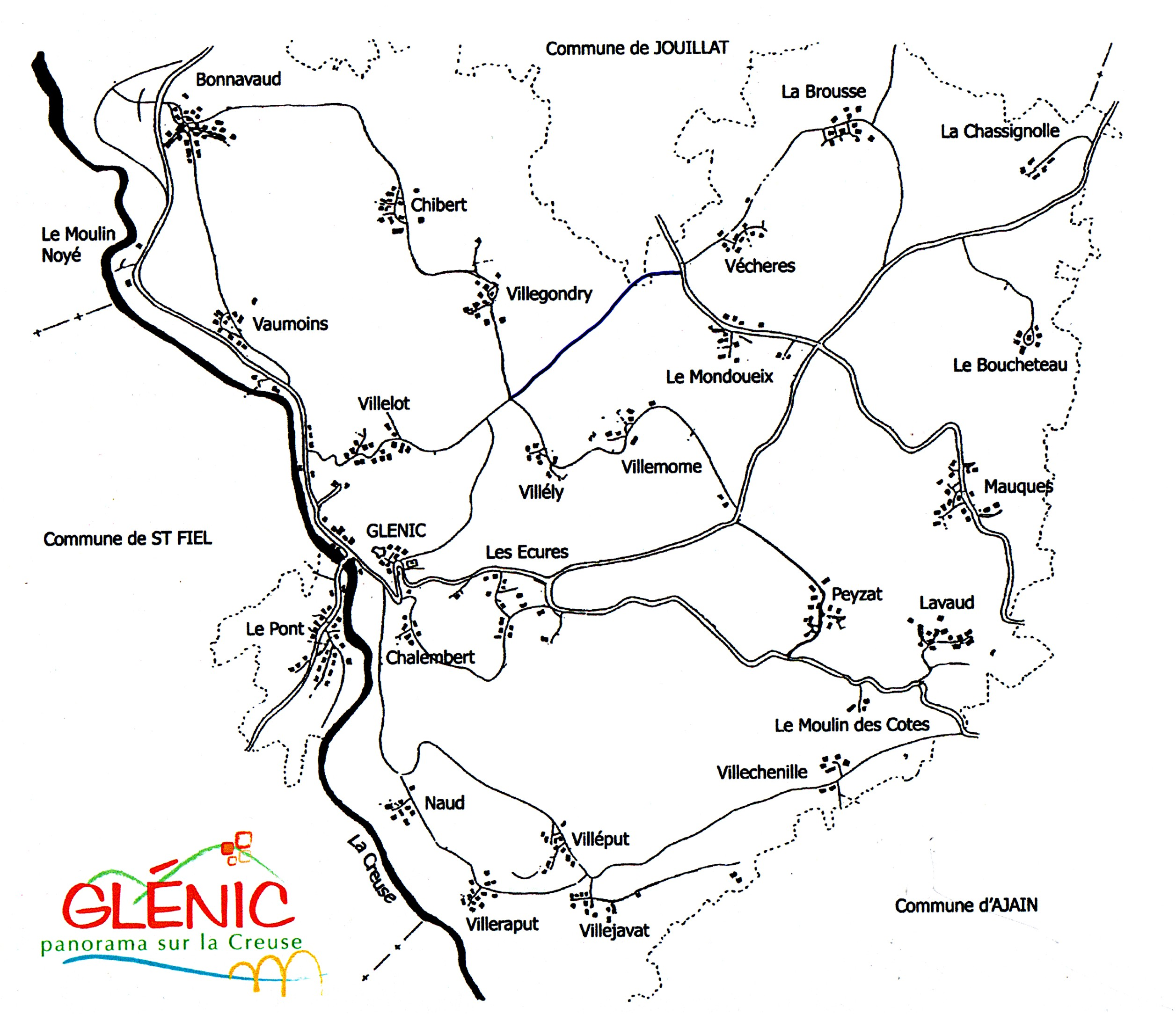